# 기간
기간(期間)이란 어느 시점에서 다른 시점까지 계속하는 시간의 구분8을 말한다.

## 기간의 계산방법
기간의 계산방법에는 순간부터 순간까지를 계산하는 자연적 계산방법과 달력에 따라 계산하는 역법적(曆法的) 계산방법이 있다. 시·분·초를 단위로 하는 계산에 대해서는 자연적 계산방법에 의해 즉시로부터 기산하여(156조) 정해진 시·분·초가 종료했을 때에 기간은 종료한다. 일(日)·주(週)·월(月)·연(年)을 단위로 하는 경우는 역법적 계산방법에 의한다. 기간이 오전 0시부터 시작하는 경우를 제외하고 기간의 초일을 산입하지 않고 익일부터 기산, 말일의 종료(오후 12시)에 기간은 만료한다(157조, 159조). 말일이 국경일·공휴일 기타 휴일에 해당될 때에는 기간은 그 익일에 만료한다. 말일의 결정방법은 기간이 주·월 또는 연으로써 정해졌을 때는 달력에 따르고 최후의 주·월 또는 연에 있어 기산일에 해당하는 날의 전날이 말일이 된다. 최후의 월에 해당하는 날이 없을 때는 그 달의 말일이 기간의 말일이 된다.

## 기간의 만료점
기간의 말일이 종료됨으로써 또래하나, 그 말일이 공휴일인 때에는 그 익일에 만료된다.

## 기간의 역산
기간계산에 관한 원칙은 역산의 경우에도 그대로 적용된다. 예컨대, "선거일 30일 전"이라고 규정된 경우에 선거일을 빼고 기간을 계산하여야 한다.

## 조건과 기한이 붙은 법률행위
기한(期限)은 채무자의 이익을 위한 것으로 추정된다.(대한민국 민법 제153조 제1항) 그러나 채무자에게 채무의 이행기까지의 기한의 이익을 허용하였다가는 이행기에 채권자가 채권의 변제를 받을 수 없을 위험성이 있는 사유가 발생하는 때에는, 채무자를 위한 기한의 이익을 상실케 하여 변제일 도래전이라도 채권자로 하여금 이행의 청구을 할 수 있게 하고 있다.
영업일은 계약서 상의 기한의 기산을 위하여 쓰이는 개념인데, 보통 "토요일, 일요일 및 법정 공휴일이 아닌 날"로 정의한다.